# AC-456
La AC-456 o Variante de Aradas es una carretera convencional de la Red Primaria Básica Complementaria de la Junta de Galicia que transcurre entre el polígono industrial de Tambre y Romaño, diseñada como una carretera limitada a 90 km/h por ser de corta distancia y de poca Intensidad media diaria (IMD). No cumplen los estándares de doble calzada (autovía), ni esta previstada para la duplicación de esta dicha carretera. La longitud de este tramo es de 1,57 kilómetros.
Fue inaugurado en 2019 como antigua vía para automóviles (VG-1.8) para descongestionar el tráfico del polígono industrial de Tambre a través de la carretera N-550 y el SC-20. En 2023, por el cambio de la titularidad de la red de carreteras de la Junta de Galicia pasa a ser la carretera convencional de la red primaria básica complementaria con la nueva denominación AC-456.

## Tramos
| Denominación | Tramo                                          | Kilómetros | Año servicio |
| ------------ | ---------------------------------------------- | ---------- | ------------ |
| AC-456       | Polígono industrial de Tambre - DP-0701 Romaño | 1,6        | 2019         |

## Salidas
| Velocidad | Esquema | Salida | Sentido Romaño                                                                                                | Carriles | Sentido Polígono Industrial de Tambre | Carretera | Notas |
| --------- | ------- | ------ | --- | -------- | --- | --------- | ----- |
|           |         |        | Comienzo de Variante de Aradas AC-456 Procede de: Polígono Industrial de Tambre                               |          | Fin de Variante de Aradas AC-456 Incorporación final Polígono Industrial de Tambre Dirección final: Grijoa Chayán Tambre SC-20 Santiago de Compostela N-550 A-54 E-1 AP-9 Santiago de Compostela (norte) |           |       |
|           |         |        | Viaducto río Sarela 100 metros                                                                                |          | Viaducto río Sarela 100 metros |           |       |
|           |         |        | Fin de Variante de Aradas AC-456 Dirección final: DP-0701 Santiago de Compostela DP-0701 Santa Comba Carballo |          | Inicio de Variante de Aradas AC-456 Procede de: DP-0701 Romaño | DP-0701   |       |